# Combat de Blanche-Lande
Chouannerie
Batailles
Le combat de Blanche-Lande a lieu en septembre 1795, pendant la Chouannerie. Il s'achève par la victoire des chouans qui repoussent une colonne républicaine. 

## Prélude
Le déroulement de ce combat est rapporté par l'officier chouan Toussaint du Breil de Pontbriand, dans ses mémoires
. Celui-ci le place vers fin septembre 1795,,.
Ce combat n'est pas mentionné par les rapports républicains, cependant un exposé du procureur-syndic du district de Fougères adressé le 18 octobre au Comité de salut public fait mention d'une attaque le 28 septembre, sans donner de détails : « On ne compte plus les chouans que par milliers ; ils ne craignent plus d'attaquer un bataillon entier comme ils l'ont fait le 28 septembre dernier. Boisguy est leur général en chef. On leur a apporté des fusils et des espingoles »,,,.
Selon le récit de Pontbriand, vers la fin du mois de septembre 1795, à Fougères, le commandant républicain Joré est informé que le chef chouan Aimé Picquet du Boisguy se trouve à Coglès avec un petit nombre de ses hommes,. Il décide alors de tenter une expédition de nuit afin de le surprendre,.

## Forces en présence
Selon Pontbriand, Joré commande 300 carabiniers à pied et 100 grenadiers et chasseurs à pied de l'ancien régiment d'Armagnac — devenu depuis le 6e régiment d'infanterie de ligne,,. Côté royaliste, Aimé Picquet du Boisguy est initialement à la tête de 200 hommes de la colonne du Centre de la division de Fougères,,.

## Déroulement
Selon le récit de Pontbriand, les républicains sortent de Fougères et se portent prestement sur Coglès,. Boisguy est cependant informé à temps de cette marche,. Il dresse alors une embuscade près du bois de Blanche-Lande et envoie des messagers aux paroisses des alentours pour demander des renforts,.
La colonne républicaine marche sans éclaireurs à cause de la nuit et est surprise par l'attaque des chouans,. Les deux camps engagent une vive fusillade pendant une heure et demie, mais se battent « avec circonspection » dans l'obscurité, sans connaître la force de leur adversaires et « sans se faire beaucoup de mal »,.
Le combat change de tournure à la pointe du jour, lorsque le capitaine François Poirier dit Sans–Chagrin fait son apparition avec la compagnie de Parigné et quelques hommes des paroisses voisines,. Boisguy se met la tête des renforts et mène une brusque attaque qui déconcerte les républicains,. Certains commencent à prendre la fuite, mais Joré prend la tête d'une centaine de carabiniers et repousse le premier assaut,. Les chouans prennent alors position dans une fossé, depuis lequel ils peuvent tirer avec sûreté,. Joré est repoussé à son tour et se replie sur un autre fossé, de l'autre côté du champ,. Boisguy entraîne alors ses hommes qui marchent de front sur les carabiniers, tandis que Sans-Chagrin les attaque sur leur flanc,.
Alors que les républicains commencent à battre en retraite, Boisguy est renversé par une balle qui le touche à l'épaule,. Ses hommes le croient grièvement blessé et cessent aussitôt le combat pour emporter leur chef,. Joré ne tente pas de rallier ses hommes, en partie dispersés, et se replie sur Fougères sans être poursuivi,. 

## Pertes
Selon Toussaint du Breil de Pontbriand, les chouans n'ont que huit blessés, dont du Boisguy, légèrement touché à l'épaule, tandis que les pertes des Républicains sont de 23 morts,,.